# Костас Яннуліс
Костас Яннуліс (грец. Κώστας Γιαννούλης, нар. 9 грудня 1987, Катеріні) — грецький футболіст, захисник клубу «Астерас» (Триполі).
Виступав, зокрема, за клуби «Іракліс» та «Атромітос», а також національну збірну Греції.

## Клубна кар'єра
У дорослому футболі дебютував 2006 року виступами за команду клубу «Паніоніос». 
Згодом з 2006 по 2007 рік грав у складі команд клубів «Фостірас» та «Пієрікос».
Своєю грою за останню команду привернув увагу представників тренерського штабу клубу «Іракліс», до складу якого приєднався 2007 року. Відіграв за грецький клуб наступні три сезони своєї ігрової кар'єри.
Протягом 2010—2011 років перебував на контракті з німецьким «Кельном», проте жодної гри у складі кельнської команди в чемпіонаті Німеччини так й не провів.
У 2011 році уклав контракт з клубом «Атромітос», у складі якого провів наступні три роки своєї кар'єри гравця. Більшість часу, проведеного у складі «Атромітоса», був основним гравцем захисту команди.
До складу клубу «Олімпіакос» приєднався 2014 року.

## Виступи за збірну
У 2011 році дебютував в офіційних матчах у складі національної збірної Греції.